# Dioscorea basiclavicaulis
Dioscorea basiclavicaulis är en enhjärtbladig växtart som beskrevs av Carlos Toledo Rizzini och A.Mattos. Dioscorea basiclavicaulis ingår i släktet Dioscorea och familjen Dioscoreaceae. Inga underarter finns listade i Catalogue of Life.